# Fritz Gerlich
Carl Albert Fritz Gerlich (Stettin, Pommeren, 15 februari 1883 – Dachau, 30 juni 1934) was een Duitse journalist, die een belangrijke bijdrage leverde aan het verzet onder journalisten tegen Adolf Hitler.
Gerlich groeide op in een calvinistisch gezin, als derde van vier zonen van de koopman Paul Gerlich en zijn echtgenote Therese Gerlich.
In 1902 vertrok hij naar München voor een opleiding in de wis- en natuurkunde aan de Ludwig-Maximilians-Universiteit. Hij werkte als archivaris en publiceerde artikelen tegen het communisme en voor het conservatisme in de Süddeutsche Monatshefte en in Die Wirklichkeit. Tijdens de Eerste Wereldoorlog ontkwam hij aan de dienst, vanwege zijn slechte gezichtsscherpte. Hij droeg een karakteristieke bril met een zwaar stalen montuur. In 1919 leidde het kortstondige bestaan van de Münchense Radenrepubliek ertoe dat hij Beieren voor korte tijd moest verlaten, vanwege zijn geschriften tegen het communisme.
Van 1920 tot 1928 was hij hoofdredacteur van de Münchner Neueste Nachrichten (MNN), een voorganger van de huidige Süddeutsche Zeitung. Tot aan het begin van de jaren twintig was Gerlich het autoritaire fascisme en het nationaalsocialisme voorzichtig goedgunstig gezind, met het oog op communistische couppogingen. In 1923 sprak hij hierover met Adolf Hitler. In de krant stond hij een gematigde politiek voor, die aansluit bij de gedachten van de democratische politicus en bestuurder Gustav Stresemann.
In 1923 leidde de Hitlerputsch ertoe echter dat Gerlich overtuigd criticus en tegenstander van Adolf Hitler werd. Gerlich, die zich later zou bekeren tot de rooms-katholieke kerk, baseerde zijn tegenstand op de katholieke sociale doctrine. In 1927 raakte hij bevriend met Therese Neumann, een Beierse rooms-katholieke zieneres en mystica. Neumann moedigde Gerlich aan in zijn verzet.
In 1930 richtte Gerlich het weekblad Der gerade Weg (Het Rechte Pad) op, dat polemiseerde tegen Hitler en het nationaalsocialisme. In een van zijn artikelen schreef hij: Nationalsozialismus heißt: Lüge, Hass, Brudermord und grenzenlose Not (Nationaalsocialisme betekent: leugens, haat, broedermoord en grenzeloze nood). De overtuigingskracht van zijn geschriften bleek toen Georg Bell in september 1933 uit de NSDAP trad en zich aansloot bij Gerlich.
Gerlich verzette zich tot het laatst tegen de "Machtergreifung" van de nationaalsocialisten. Op 9 maart 1933 werd hij op de redactie van Der Gerade Weg opgepakt door de SA en opgesloten in een politiecel waar hij gedurende meer dan een jaar verhoord en mishandeld werd. In de nacht van 30 juni op 1 juli 1934 (de Nacht van de Lange Messen) werd hij naar concentratiekamp Dachau gebracht en doodgeschoten. Zijn echtgenote, Sophie Stempfle, ontving een bevestiging van zijn dood doordat zijn nog met bloed bevlekte bril bij haar thuis werd bezorgd.